# Marcelo Verón
Marcelo Andrés Verón Railef (Buenos Aires, Argentina, 8 de enero de 1978) es un exfutbolista argentino. Jugaba de delantero y militó en diversos clubes del mundo entre los años 1999 y 2009.

## Trayectoria
Se inició en Gimnasia y Esgrima de la Plata, pero fue en Platense donde debutó a fines de los años noventa, cuando Argentina se sumía en la peor crisis económica de su historia. En el Calamar jugó 11 partidos sin convertir goles. Fue compañero de Andrés Madrid, Julio Zamora, Marcelo Herrera, Santiago Hirsig, Gustavo Semino, Mario Pobersnik y Walter Jiménez.
Su primera aventura fue en Portugal donde defendió los colores del modesto S.C. Salgueiros en el 2000.Luego recaló en Honduras, para ser parte curiosamente del Platense de ese país. Allí mostró grandes cualidades, excediendo en nivel de la competición con 23 goles en 30 partidos.
Partió luego a Túnez, en 2001, en donde se vivió una situación extraña, ya que su representante lo habría vendido como una «estrella argentina», pidiendo una suculenta cifra por su contratación. Luego de averiguaciones, la dirigencia de Stade Tunisien logró saber que era un mediapunta con presencia en Nacional B y ligas menores de Sudamérica. Llegó a participar en dos encuentros sin convertir ningún gol y dejó el país.
Su nuevo destino fue el York City) del ascenso inglés en donde jugó muy poco.
Con ansias de volver a tomar carrera, cruzó otra vez el Atlántico y estuvo cerca de ser jugador de Nueva Chicago, pero firmó con las Cobras de Ciudad Juárez para meter 2 goles en 12 presentaciones. Finalizada la temporada, imprevistamente volvió a Europa al Cartagonova, donde volvió a recuperar su nivel anotando 8 veces en 23 partidos.
Posteriormente recaló en el AD Ceuta y metió 6 goles en 22 presentaciones, aunque entre medio estuvo a prueba en Unión de Santa Fe y por problemas de papeles no pudo acordar.
Después de esto fichó en el poderoso Colo-Colo de Chile en 2004. En el Cacique pasó a ser apodado El Tiburón por su nariz. Empezó bien y disputó 12 juegos. Aunque solo terminó marcando dos goles, siendo una cosecha poco satisfactoria en lo personal.
Emigró nuevamente, esta vez al Novelda CF español, donde solo jugó 9 partidos sin convertir y una lesión lo alejó de las canchas.
Luego pasó de nuevo por Centroamérica, luego estuvo una temporada en la Serie C de Italia para volver a Argentina, aduciendo problemas de salud de uno de sus hijos, terminando su carrera en el modesto Defensores de Villa Ramallo.
Actualmente sigue ligado al fútbol entrenando a pequeños. Vive tranquilo con su mujer y dos hijos en Argentina.

## Clubes
| Club                        | País       | Año       |
| --------------------------- | ---------- | --------- |
| Platense                    | Argentina  | 1999-2000 |
| S.C. Salgueiros             | Portugal   | 2000      |
| Platense                    | Honduras   | 2000-2001 |
| Motagua                     | Honduras   | 2001      |
| Stade Tunisien              | Túnez      | 2001      |
| York City                   | Inglaterra | 2001-2002 |
| Cobras de Ciudad Juárez     | México     | 2002      |
| Cartagonova                 | España     | 2002-2003 |
| AD Ceuta                    | España     | 2003-2004 |
| Colo-Colo                   | Chile      | 2004      |
| Novelda CF                  | España     | 2005      |
| Deportivo Suchitepéquez     | Guatemala  | 2005-2006 |
| Platense                    | Honduras   | 2006      |
| Deportivo Suchitepéquez     | Guatemala  | 2007-2008 |
| FC Südtirol                 | Italia     | 2008      |
| Defensores de Villa Ramallo | Argentina  | 2008-2009 |